# Frederik Mari van Asbeck
Frederik Mari baron van Asbeck (Den Helder, 27 februari 1889 - Leiden, 9 februari 1968) was een Nederlands jurist en hoogleraar. Hij was een telg uit de adellijke familie Van Asbeck.

## Loopbaan
Van Asbeck studeerde rechten in Leiden en promoveerde daar in 1916 op de dissertatie Onderzoek naar de juridische wereldbouw. Hij beschreef en classificeerde hierin de politieke eenheden die op dat ogenblik in de wereld bestonden, zowel in volle soevereiniteit als in diverse graden van onderworpenheid. Daarnaast probeerde hij hierin orde te scheppen met behulp van formele criteria en hen te ordenen in koloniën, dominions, protectoraten, zelfbesturende inlandse rijken en landschappen. Van Asbeck was op dat moment hoofd van de staatsrechtelijke en politieke afdeling van het Algemeen Secretariaat van het Nederlands Indisch gouvernement. Hij schreef later een artikel over de afdeling Algemene Zaken, Onvrijheden en luister in de ambtelijke dienst (1949, Bestuurswetenschappen), waarin hij sprak van het "grote belang van de afdeling algemene zaken van dienst of departement"; dat deze niet als vergaarbak van restanten en onbenulligheden opgevat diende te worden maar als verstand en geweten van het betrokken onderdeel van de staatsdienst. In 1919 werd Van Asbeck toegevoegd aan de Nederlandse delegatie naar de conferentie van onzijdigen ter bespreking van het Volkenbondsontwerp.

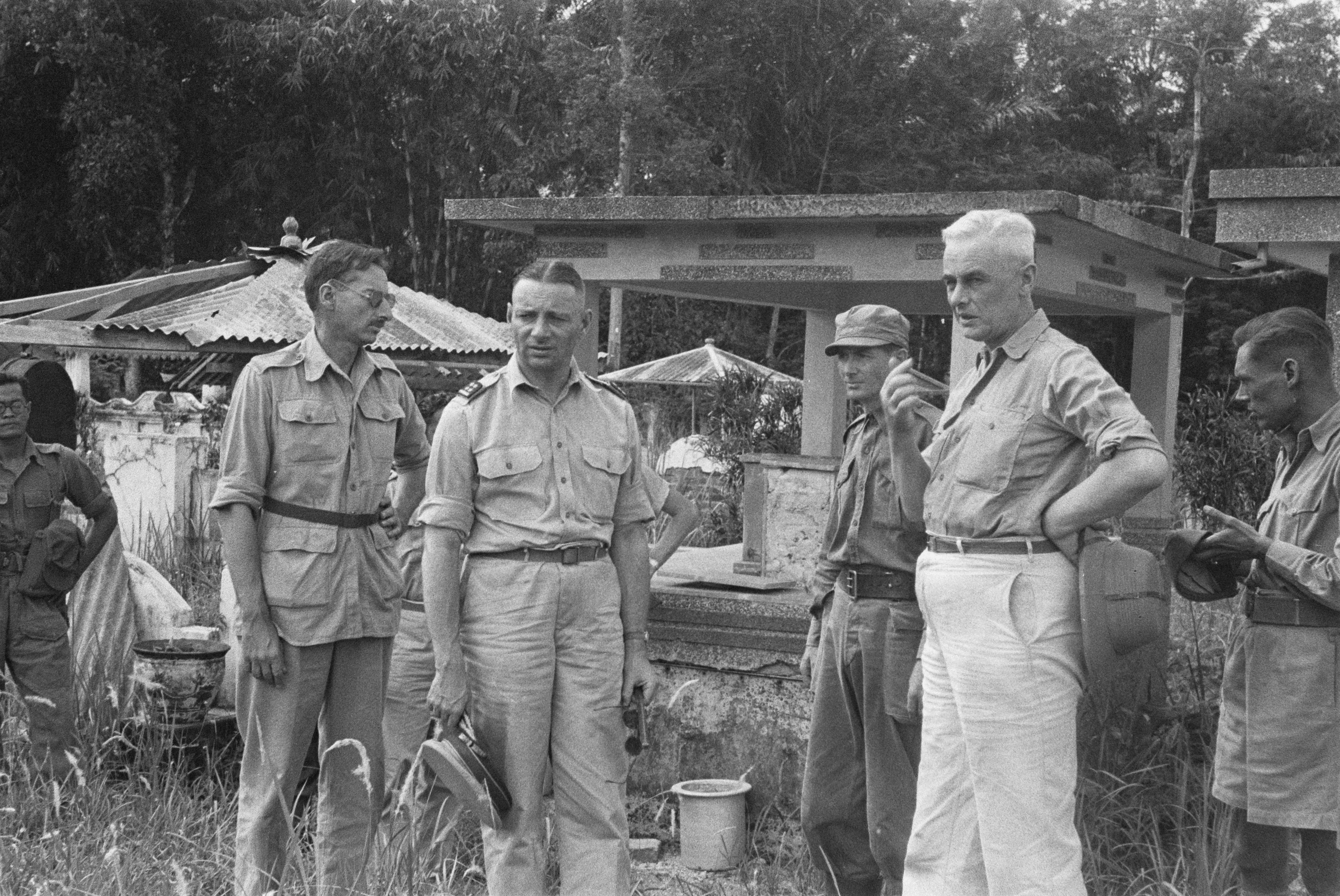
Van Asbeck met generaal Spoor op Java (juni 1946)

In 1925 werd hij benoemd tot hoogleraar te Leiden met als leeropdracht het extraordinariaat in internationaal publiek- en vergelijkend koloniaal recht aan de rechtshogeschool in Batavia (tot 1933). In 1926 was hij toegevoegd aan de Nederlandse gedelegeerde (Van Eysinga) ter conferentie van staten-ondertekenaars van het statuut van het Permanente Hof van Internationale Justitie, in 1935 lid van de Permanente Mandatencommissie van de Volkenbond. In 1939 werd Van Asbeck weer benoemd tot hoogleraar in Leiden, en van 1947 tot zijn emeritaat in 1959 doceerde hij volkenrecht, internationale politieke geschiedenis en vergelijkend staatsrecht en staatkunde van de niet zelfregulerende landen overzee. Hij nam in 1946 als lid van de Nederlandse delegatie deel aan de Eerste Algemene Vergadering van de Verenigde Naties en was gedurende een aantal jaren lid van de Commissie van Deskundigen voor de toepassing van de arbeidsconventies en lid van het Europese Hof voor de rechten van de mens. In 1946 was van Asbeck chef kabinet van Gouverneur-generaal Van Mook in Indonesië. In augustus 1947 werd Van Asbeck voorzitter van het door hem met o.a. P.J. Idenburg opgerichte Afrika-Studiecentrum in Leiden.
Sinds het midden van de jaren dertig kwam Van Asbeck in aanraking met het Volkenbondswerk tot ontwikkeling van de toenmalige mandaatgebieden, later, al onder het regime van de Verenigde Naties, ook met het toezicht op de nakoming van de conventies van de Internationale Arbeids Organisatie tot verbetering van de arbeidsvoorwaarden in de industrie. In beide sferen was een sterk humanitair element betrokken en het was dan ook op basis van deze ervaringen dat Van Asbeck zijn stellingen inzake de plaats van de individuele mens in de staten-samenleving optrok. Hij zag deze als tweeledig: de mens als object van bescherming en als drager van internationale rechten en verplichtingen en, aan de andere kant, de mens als handelend in de "internationale gezagsordening" in een zelfstandig uitgeoefende publieke functie, en niet als vertegenwoordiger van zijn staat. Van Asbeck was lid van de Koninklijke Nederlandse Akademie van Wetenschappen.
De Universiteit Leiden kent een Van Asbeck-leerstoel gewijd aan de rechten van de mens en hun invloed op het nationale recht. De eerste bekleder ervan was Hein Schermers (1994-2002), in 1957 nog bij Van Asbeck gepromoveerd, die werd opgevolgd door Evert Alkema (2003-2017).